# Ligat ha'Al (baloncesto) 2020-21
La Ligat ha'Al 2020-21 fue la edición número 67 de la Ligat ha'Al, la máxima competición de baloncesto de Israel. Los ocho mejor clasificados accedieron a los playoffs, mientras que los dos últimos descencieron a la Liga Leumit. El campeón fue el Maccabi Tel Aviv, que lograba así su título número 55.

## Equipos Temporada 2020/21
El Hapoel Haifa y el Bnei Herzliya ascendieron a la máxima categoría desde la Liga Leumit tras logras los dos primero puestos en la liga anterior. Por otro lado, el Maccabi Ashdod B. C. descendió tras acabar en última posición la temporada anterior.
| Equipo                | Ciudad        | Estadio                | Capacidad |
| --------------------- | ------------- | ---------------------- | --------- |
| Hapoel Be'er Sheva    | Be'er Sheva   | Conch Arena            | 3,000     |
| Hapoel Eilat          | Eilat         | Begin Arena            | 1,490     |
| Hapoel Gilboa Galil   | Gan Ner       | Gan Ner Sports Hall    | 2,100     |
| Hapoel Haifa          | Haifa         | Romema Arena           | 5,000     |
| Hapoel Holon          | Holon         | Holon Toto Hall        | 5,500     |
| Hapoel Jerusalem      | Jerusalén     | Jerusalem Payis Arena  | 11,000    |
| Hapoel Tel Aviv       | Tel Aviv      | Drive in Arena         | 3,504     |
| Ironi Nahariya        | Nahariya      | Ein Sarah              | 2,500     |
| Ironi Nes Ziona       | Ness Ziona    | Lev Hamoshava          | 1,200     |
| Bnei Herzliya         | Herzliya      | HaYovel Herzliya       | 1,500     |
| Maccabi Haifa         | Haifa         | Romema Arena           | 5,000     |
| Maccabi Rishon LeZion | Rishon LeZion | Beit Maccabi Rishon    | 2,500     |
| Maccabi Tel Aviv      | Tel Aviv      | Menora Mivtachim Arena | 10,383    |

## Resultados

### Temporada regular
|                                               | Equipo              | J  | G  | P  | PF   | PC   | DP   |
| --------------------------------------------- | ------------------- | -- | -- | -- | ---- | ---- | ---- |
| 1                                             | Maccabi Tel Aviv    | 24 | 19 | 5  | 2152 | 1824 | 328  |
| 2                                             | Hapoel Eilat        | 24 | 17 | 7  | 2200 | 2032 | 168  |
| 3                                             | Hapoel Gilboa Galil | 24 | 17 | 7  | 2009 | 1914 | 95   |
| 4                                             | Holon               | 24 | 16 | 8  | 2086 | 1990 | 96   |
| 5                                             | Hapoel Haifa        | 24 | 14 | 10 | 2087 | 2130 | -43  |
| 6                                             | Hapoel Jerusalem    | 24 | 13 | 11 | 2123 | 2100 | 23   |
| 7                                             | Hapoel Be'er Sheva  | 24 | 13 | 11 | 2054 | 1999 | 55   |
| 8                                             | Ironi Nes Ziona     | 24 | 12 | 12 | 2022 | 1997 | 25   |
| 9                                             | Rishon LeZion       | 24 | 11 | 13 | 2098 | 2090 | 8    |
| 10                                            | Tel Aviv            | 24 | 8  | 16 | 2010 | 2087 | -77  |
| 11                                            | Bnei Herzliya       | 24 | 7  | 17 | 2059 | 2111 | -52  |
| 12                                            | Maccabi Haifa       | 24 | 6  | 18 | 1959 | 2200 | -241 |
| 13                                            | Ironi Nahariya      | 24 | 3  | 21 | 1937 | 2322 | -385 |
| Fuente: Ligat ha'Al; actualización automática |                     |    |    |    |      |      |      |

### Rondas 1 a 26
| Local \ Visitante     | BNH    | HBS    | HEI    | HGG    | HHA    | HHO    | HJE    | HTA    | INA    | INZ      | MHA     | MRL      | MTA      |
| --------------------- | ------ | ------ | ------ | ------ | ------ | ------ | ------ | ------ | ------ | -------- | ------- | -------- | -------- |
| Bnei Herzliya         |        | 75–77  | 78–103 | 89–95  | 91–79  | 71–85  | 80–88  | 89–99  | 104–88 | 82–79    | 104–77  | 84–87    | 86–92    |
| Hapoel Be'er Sheva    | 94–86  |        | 93–88  | 83–60  | 78–82  | 86–89  | 81–83  | 88–75  | 104–80 | 93–89    | 94–86   | 98–84    | 28 Abril |
| Hapoel Eilat          | 84–98  | 85–72  |        | 89–75  | 89–80  | 77–83  | 79–100 | 108–93 | 123–60 | 95–85    | 98–88   | 86–84    | 91–85    |
| Hapoel Gilboa Galil   | 92–78  | 86–73  | 77–100 |        | 96–79  | 80–82  | 81–75  | 88–68  | 92–72  | 92–89    | 77–78   | 75–85    | 85–78    |
| Hapoel Haifa          | 80–79  | 101–91 | 84–97  | 68–83  |        | 96–85  | 101–99 | 92–78  | 97–87  | 106–91   | 87–84   | 85–84    | 67–104   |
| Hapoel Holon          | 90–85  | 82–75  | 80–73  | 81–88  | 96–88  |        | 103–94 | 77–63  | 98–76  | 90–92    | 105–69  | 99–94    | 79–76    |
| Hapoel Jerusalem      | 96–86  | 94–66  | 95–104 | 2 May  | 87–100 | 82–73  |        | 89–95  | 91–82  | 83–99    | 111–77  | 97–84    | 76–100   |
| Hapoel Tel Aviv       | 86–98  | 95–86  | 91–81  | 91–107 | 71–80  | 1 May  | 76–88  |        | 112–77 | 82–80    | 83–92   | 85–91    | 69–85    |
| Ironi Nahariya        | 80–104 | 92–105 | 90–107 | 63–73  | 84–92  | 67–84  | 80–87  | 71–94  |        | 29 Abril | 110–102 | 88–110   | 81–98    |
| Ironi Nes Ziona       | 80–74  | 85–78  | 84–89  | 88–74  | 100–70 | 84–76  | 78–84  | 76–66  | 76–71  |          | 80–76   | 93–73    | 58–65    |
| Maccabi Haifa         | 89–79  | 61–102 | 81–85  | 77–82  | 91–100 | 70–79  | 75–94  | 80–73  | 77–85  | 113–94   |         | 28 Abril | 78–82    |
| Maccabi Rishon LeZion | 93–85  | 62–70  | 90–95  | 69–71  | 104–98 | 100–91 | 98–67  | 86–84  | 91–93  | 79–74    | 102–72  |          | 72–89    |
| Maccabi Tel Aviv      | 98–75  | 100–74 | 86–74  | 70–79  | 81–75  | 100–81 | 101–80 | 80–77  | 107–63 | 96–74    | 95–60   | 105–77   |          |

## Grupo de mejores clasificados
| Pos. | Equipo              | PJ | G  | P  | PF   | PC   | DP   | Pts | Clasificación o descenso |  | MTA    | HGG    | HHO    | HEI    | HHA    | HJE    |
| ---- | ------------------- | -- | -- | -- | ---- | ---- | ---- | --- | ------------------------ |  | ------ | ------ | ------ | ------ | ------ | ------ |
| 1    | Maccabi Tel Aviv    | 28 | 23 | 5  | 2485 | 2102 | +383 | 51  | Acceden a playoffs       |  |        |        | 86–65  | 95–72  | 85–76  |        |
| 2    | Hapoel Gilboa Galil | 27 | 18 | 9  | 2272 | 2176 | +96  | 45  | Acceden a playoffs       |  | 65–67  |        | 27 May |        | 25 May |        |
| 3    | Hapoel Holon        | 26 | 17 | 9  | 2254 | 2157 | +97  | 43  | Acceden a playoffs       |  |        |        |        | 25 May |        | 103–81 |
| 4    | Hapoel Eilat        | 27 | 17 | 10 | 2446 | 2327 | +119 | 44  | Acceden a playoffs       |  |        | 95–104 |        |        | 27 May | 79–96  |
| 5    | Hapoel Haifa        | 26 | 15 | 11 | 2260 | 2300 | −40  | 41  | Acceden a playoffs       |  |        |        | 29 May |        |        | 97–85  |
| 6    | Hapoel Jerusalem    | 28 | 15 | 13 | 2484 | 2473 | +11  | 43  | Acceden a playoffs       |  | 24 May | 99–94  |        |        |        |        |

 Fuente: 

## Grupo de peores clasificados
| Pos. | Equipo                | PJ | G  | P  | PF   | PC   | DP   | Pts | Clasificación o descenso |        | INZ    | HBS    | MRL   | HTA    | BNH    | MHA    | INA    |
| ---- | --------------------- | -- | -- | -- | ---- | ---- | ---- | --- | ------------------------ | ------ | ------ | ------ | ----- | ------ | ------ | ------ | ------ |
| 7    | Ironi Nes Ziona (Q)   | 28 | 16 | 12 | 2427 | 2335 | +92  | 44  | Acceden a playoffs       |        |        |        | 87–86 |        | 25 May |        | 105–91 |
| 8    | Hapoel Be'er Sheva    | 27 | 15 | 12 | 2318 | 2262 | +56  | 42  | Acceden a playoffs       |        | 82–107 |        |       | 26 May |        | 24 May |        |
| 9    | Maccabi Rishon LeZion | 28 | 14 | 14 | 2491 | 2428 | +63  | 42  |                          |        |        | 29 May |       | 24 May |        | 113–83 |        |
| 10   | Hapoel Tel Aviv (X)   | 27 | 11 | 16 | 2280 | 2328 | −48  | 38  |                          | 29 May |        |        |       | 82–79  |        | 96–74  |        |
| 11   | Bnei Herzliya (X)     | 28 | 8  | 20 | 2405 | 2476 | −71  | 36  |                          |        | 81–92  | 88–106 |       |        | 29 May |        |        |
| 12   | Maccabi Haifa (X)     | 27 | 6  | 21 | 2209 | 2511 | −302 | 33  | Descenso a Liga Leumit   |        | 79–106 |        |       | 88–92  |        |        | 26 May |
| 13   | Ironi Nahariya (R)    | 29 | 3  | 26 | 2342 | 2798 | −456 | 32  | Descenso a Liga Leumit   |        |        | 75–90  | 80–88 |        | 85–97  |        |        |

 Fuente: 

## Playoffs
|  | Cuartos de final | Cuartos de final    | Cuartos de final | Cuartos de final    | Cuartos de final |    |                  | Semifinales  | Semifinales | Semifinales | Semifinales | Semifinales |   |                  | Final | Final | Final | Final | Final |  |
|  |                  |                     |                  |                     |                  |    |                  |              |             |             |             |             |   |                  |       |       |       |       |       |  |
|  |                  |                     |                  |                     |                  |    |                  |              |             |             |             |             |   |                  |       |       |       |       |       |  |
|  | 1                | Maccabi Tel Aviv    | 67               | 93                  |                  |    |                  |              |             |             |             |             |   |                  |       |       |       |       |       |  |
|  | 1                | Maccabi Tel Aviv    | 67               | 93                  |                  |    |                  |              |             |             |             |             |   |                  |       |       |       |       |       |  |
|  | 8                | Hapoel Be'er Sheva  | 56               | 92                  |                  |    |                  |              |             |             |             |             |   |                  |       |       |       |       |       |  |
|  | 8                | Hapoel Be'er Sheva  | 56               | 92                  |                  | 1  | Maccabi Tel Aviv | 88           | 80          | —           |             |             |   |                  |       |       |       |       |       |  |
|  |                  |                     |                  |                     |                  | 1  | Maccabi Tel Aviv | 88           | 80          | —           |             |             |   |                  |       |       |       |       |       |  |
|  |                  |                     | 4                | Hapoel Eilat        | 72               | 79 | —                |              |             |             |             |             |   |                  |       |       |       |       |       |  |
|  | 4                | Hapoel Eilat        | 4                | Hapoel Eilat        | 72               | 79 | —                | 84           | 98          |             |             |             |   |                  |       |       |       |       |       |  |
|  | 4                | Hapoel Eilat        |                  |                     |                  |    |                  |              |             |             |             |             |   |                  |       |       |       |       |       |  |
|  | 5                | Hapoel Haifa        | 80               | 87                  |                  |    |                  |              |             |             |             |             |   |                  |       |       |       |       |       |  |
|  | 5                | Hapoel Haifa        | 80               | 87                  |                  |    |                  |              |             |             |             |             | 1 | Maccabi Tel Aviv | 83    | 76    | 73    |       |       |  |
|  |                  |                     |                  |                     |                  |    |                  |              |             |             |             |             | 1 | Maccabi Tel Aviv | 83    | 76    | 73    |       |       |  |
|  |                  |                     | 3                | Hapoel Gilboa Galil | 74               | 81 | 67               |              |             |             |             |             |   |                  |       |       |       |       |       |  |
|  | 2                | Hapoel Holon        | 3                | Hapoel Gilboa Galil | 74               | 81 | 67               | 92           | 75          | 85          |             |             |   |                  |       |       |       |       |       |  |
|  | 2                | Hapoel Holon        |                  |                     |                  |    |                  |              |             | 85          |             |             |   |                  |       |       |       |       |       |  |
|  | 7                | Ironi Nes Ziona     | 90               | 86                  | 76               |    |                  |              |             |             |             |             |   |                  |       |       |       |       |       |  |
|  | 7                | Ironi Nes Ziona     | 90               | 86                  | 76               |    | 2                | Hapoel Holon | 72          | 63          | —           |             |   |                  |       |       |       |       |       |  |
|  |                  |                     |                  |                     |                  |    | 2                | Hapoel Holon | 72          | 63          | —           |             |   |                  |       |       |       |       |       |  |
|  |                  |                     | 3                | Hapoel Gilboa Galil | 74               | 78 | —                |              |             |             |             |             |   |                  |       |       |       |       |       |  |
|  | 3                | Hapoel Gilboa Galil | 3                | Hapoel Gilboa Galil | 74               | 78 | —                | 85           | 91          |             |             |             |   |                  |       |       |       |       |       |  |
|  | 3                | Hapoel Gilboa Galil |                  |                     |                  |    |                  |              |             |             |             |             |   |                  |       |       |       |       |       |  |
|  | 6                | Hapoel Jerusalem    | 58               | 89                  |                  |    |                  |              |             |             |             |             |   |                  |       |       |       |       |       |  |
|  | 6                | Hapoel Jerusalem    | 58               | 89                  |                  |    |                  |              |             |             |             |             |   |                  |       |       |       |       |       |  |
|  |                  |                     |                  |                     |                  |    |                  |              |             |             |             |             |   |                  |       |       |       |       |       |  |

## Galardones

### Jugador de la semana
| Jornada   | Jugador          | Equipo             | Eficiencia | Ref       |
| Noviembre | Noviembre        | Noviembre          | Noviembre  | Noviembre |
| --------- | ---------------- | ------------------ | ---------- | --------- |
| 4         | Caleb Agada      | Hapoel Be'er Sheva | 39         | [ 4 ]     |
| 5         | Jason Siggers    | Hapoel Haifa       | 28         | [ 5 ]     |
| 6         | TaShawn Thomas   | Hapoel Jerusalem   | 40         | [ 6 ]     |
| Diciembre |                  |                    |            |           |
| 7         | Chris Kramer     | Hapoel Jerusalem   | 35         | [ 7 ]     |
| 8         | Reggie Upshaw    | Hapoel Tel Aviv    | 30         | [ 8 ]     |
| 11        | Scottie Wilbekin | Maccabi Tel Aviv   | 31         | [ 9 ]     |

### Jugador del mes
| Mes           | Jugador       | Equipo             | Eficiencia | Ref    |
| ------------- | ------------- | ------------------ | ---------- | ------ |
| Noviembre     | Caleb Agada   | Hapoel Be'er Sheva | 32.5       | [ 10 ] |
| Diciembre     | Casey Prather | Hapoel Eilat       | 26.5       | [ 11 ] |
| Enero-febrero | Coty Clarke   | Bnei Herzliya      | 24.6       | [ 12 ] |
| Marzo         | Joe Ragland   | Hapoel Eilat       | 26.8       | [ 13 ] |

### Jugador israelí del mes
| Mes           | Jugador       | Equipo           | Eficiencia | Ref    |
| ------------- | ------------- | ---------------- | ---------- | ------ |
| Noviembre     | Tamir Blatt   | Hapoel Jerusalem | 18.8       | [ 14 ] |
| Diciembre     | Willy Workman | Hapoel Holon     | 15.2       | [ 15 ] |
| Enero-febrero | Oz Blayzer    | Maccabi Tel Aviv | 16.9       | [ 16 ] |
| Marzo         | Roman Sorkin  | Maccabi Haifa    | 16.9       | [ 17 ] |

### Entrenador del mes
| Mes           | Entrenador         | Equipo        | G-P | Ref.   |
| ------------- | ------------------ | ------------- | --- | ------ |
| Noviembre     | Ariel Beit-Halahmy | Hapoel Eilat  | 5-1 | [ 18 ] |
| Diciembre     | Stefanos Dedas     | Hapoel Holon  | 5-0 | [ 19 ] |
| Enero-febrero | Sharon Drucker     | Bnei Herzliya | 4-3 | [ 20 ] |
| Marzo         | Ariel Beit-Halahmy | Hapoel Eilat  | 4-0 | [ 21 ] |